# Meillard
Meillard település Franciaországban, Allier megyében. Lakosainak száma 307 fő (2022. január 1.). Meillard Bransat, Bresnay, Châtel-de-Neuvre, Laféline, Monétay-sur-Allier, Treban és Verneuil-en-Bourbonnais községekkel határos.

## Népesség
A település népességének változása:
| Lakosok száma | 342  | 300  | 280  | 249  | 299  | 310  | 318  | 331  | 323  | 307  |
|               | 1968 | 1982 | 1990 | 2006 | 2013 | 2015 | 2017 | 2019 | 2020 | 2022 |